# أندرو كيلي (لاعب اتحاد الرغبي)
أندرو كيلي (بالإنجليزية: Andrew Kelly)‏ هو لاعب اتحاد الرغبي بريطاني، ولد في 2 يونيو 1982.